# Викланд, Илон
И́лон Ви́кланд (часто указывается как Илун Викланд (швед. Ilon Wikland), урождённая Майре-Илон Пяэбо (эст. Maire-Ilon Pääbo); род. 5 февраля 1930 года, Тарту, Эстония) — шведская художница эстонского происхождения, работающая в жанрах иллюстрации и мультипликации, постоянный иллюстратор книг Астрид Линдгрен.

## Биография
Родилась 5 февраля 1930 года в Тарту, Эстония, в семье гражданского инженера Макса Пяэбо и выпускницы художественной школы Pallas художницы Виды Пяэбо-Юсе (Vida Pääbo-Juse). Мать после развода с отцом уехала в 1939 году в Италию на учёбу, затем совершенствовалась в Художественной академии Будапешта, осела в 1948 году в Великобритании, где её навестила повзрослевшая дочь, а с 1979 года до кончины проживала на острове Ивиса. Детство Илон провела в Хаапсалу, в школу пошла в Таллине, но в 1939—1944 годах училась в 1-й начальной школе Хаапсалу, где после присоединения Эстонии к СССР жила у бабушки, а в 1944 году, в потоке беженцев от наступавшей Красной армии, оказалась в Швеции.
В Швеции Илон Викланд жила у тёти, иммигрировавшей из Эстонии ещё до войны и работавшей в Стокгольме художницей. Илон пошла по её стопам и поступила в художественную школу. В двадцатилетнем возрасте Илон повстречалась в издательстве «Рабен и Шегрен» с Астрид Линдгрен, которой понравились её работы, что стало началом их длительной совместной работы. Первой книгой, которую официально проиллюстрировала Илон Викланд, стала вышедшая в 1954 году книга Линдгрен «Мио, мой Мио». Викланд также создавала иллюстрации для детских книг Анн Мари Фальк, Розы Лагеркранц, Эдит Уннерстад и других авторов.
В 1951 году Илон вышла замуж за моряка; в семье родились четыре дочери. В настоящее время Викланд проживает в Стокгольме.

## Награды
- 2001 — Орден Белой звезды третьей степени (Эстония)[5]
- 2002 — Иллис кворум (Швеция)

## Прочее
- В 2007 году в издательстве «Tammerraamat» вышла книга эстонского писателя Энно Таммера (Enno Tammer) «Мир Илоны Викланд» (эст. «Ilon Wiklandi maailm»).
- 1 июля 2009 году в краевом музее города Хаапсалу открыли посвящённый Илон Викланд тематический центр Страна чудес Илоны[6].